# Drag and drop

Esempio di drag and drop

Drag and drop (tradotto in italiano con trascinamento) nel lessico informatico, indica una successione di tre azioni, consistenti nel cliccare su un oggetto virtuale (quale una finestra o un'icona) per trascinarlo (in inglese: drag) in un'altra posizione, dove viene rilasciato (in inglese: drop). Generalmente nella lingua italiana tale azione viene indicata semplicemente con "trascina" oppure con "clicca e trascina", anche se la traduzione letterale è "trascina e rilascia".

## Storia
Fu introdotto per la prima volta dalla Apple con il sistema Macintosh 128K e in seguito evoluto con il sistema operativo System 7.
Grazie a HTML5, il drag and drop è oggi disponibile in maniera nativa anche sui browser che lo supportano (Nel 2021 Opera 12, Mozilla Firefox 4, Safari, Google Chrome e, anche se non completamente, Internet Explorer 9 e 10 [obsoleti] ed Edge) attraverso una semplice interfaccia JavaScript.

## Descrizione
In genere, questo tipo di azione crea un qualche tipo di associazione tra due oggetti: se per esempio un'icona corrispondente a un documento viene trascinata sul cestino, questo provoca la cancellazione del documento.
Spesso ad azioni di drag and drop corrispondono alternative via tastiera (scorciatoie o shortcut) o via comandi testuali da inserire in una console; ad esempio in un sistema Microsoft Windows lo spostamento di un file nel cestino corrisponde alla pressione del tasto di cancellazione.
Molti plugin drag and drop sono disponibili per vari CMS tra cui WordPress.

## Esempio
In HTML un drag and drop base si può creare come di seguito:
```
<!DOCTYPE HTML>

<
html
>

<
head
>

<
style
>

#
div1
 
{

  
width
:
 
350
px
;

  
height
:
 
70
px
;

  
padding
:
 
10
px
;

  
border
:
 
1
px
 
solid
 
#aaaaaa
;

}

</
style
>

<
script
>

function
 
allowDrop
(
ev
)
 
{

  
ev
.
preventDefault
();

}

function
 
drag
(
ev
)
 
{

  
ev
.
dataTransfer
.
setData
(
"text"
,
 
ev
.
target
.
id
);

}

function
 
drop
(
ev
)
 
{

  
ev
.
preventDefault
();

  
var
 
data
 
=
 
ev
.
dataTransfer
.
getData
(
"text"
);

  
ev
.
target
.
appendChild
(
document
.
getElementById
(
data
));

}

</
script
>

</
head
>

<
body
>

<
p
>
Trascina l'immagine nel rettangolo
</
p
>

<
div
 
id
=
"div1"
 
ondrop
=
"drop(event)"
 
ondragover
=
"allowDrop(event)"
></
div
>

<
br
>

<
img
 
id
=
"drag1"
 
src
=
"img_logo.gif"
 
draggable
=
"true"
 
ondragstart
=
"drag(event)"
 
width
=
"336"
 
height
=
"69"
>

</
body
>

</
html
>

```

Il trascinamento della selezione HTML utilizza DOM event model e drag events ereditato da mouse events. Durante le operazioni di trascinamento, vengono attivati diversi tipi di eventi JavaScript:
| Evento    | Sul gestore di eventi | Si attiva quando ...                                                                                                  |
| --------- | --------------------- | --- |
| drag      | ondrag                | … viene trascinato un elemento (elemento o selezione di testo).                                                       |
| dragend   | ondragend             | ... un'operazione di trascinamento termina (come il rilascio di un pulsante del mouse o il tasto Esc).                |
| dragenter | ondragenter           | ... un elemento trascinato entra in un obiettivo di rilascio valido.                                                  |
| dragexit  | ondragexit            | ... un elemento non è più l'obiettivo di selezione immediata dell'operazione di trascinamento.                        |
| dragleave | ondragleave           | ... un elemento trascinato lascia un obiettivo di rilascio valido.                                                    |
| dragover  | ondragover            | ... un elemento trascinato viene trascinato su un obiettivo di rilascio valido, ogni poche centinaia di millisecondi. |
| dragstart | ondragstart           | ... l'utente inizia a trascinare un elemento.                                                                         |
| drop      | ondrop                | ... un elemento viene rilasciato su un obiettivo di rilascio valido.                                                  |

Esempio di utilizzo:
```
function
 
dragstart_handler
(
ev
)
 
{

  
let
 
img
 
=
 
new
 
Image
();

  
img
.
src
 
=
 
'example.gif'
;

  
ev
.
dataTransfer
.
setDragImage
(
img
,
 
10
,
 
10
);

}

```

Esempio di formattazione con i CSS:
```
#
drop_file_zone
 
{

    
background-color
:
 
#EEE
;

    
border
:
 
#999
 
5
px
 
dashed
;

    
width
:
 
290
px
;

    
height
:
 
200
px
;

    
padding
:
 
8
px
;

    
font-size
:
 
18
px
;

}

#
drag_upload_file
 
{

  
width
:
50
%
;

  
margin
:
0
 
auto
;

}

#
drag_upload_file
 
#
selectfile
 
{

  
display
:
 
none
;

}

```

Esempio di caricamento di un file da parte di un utente su un server attraverso PHP:
```
<?php

$arr_file_types
 
=
 
[
'image/png'
,
 
'image/gif'
,
 
'image/jpg'
,
 
'image/jpeg'
];

 

if
 
(
!
(
in_array
(
$_FILES
[
'file'
][
'type'
],
 
$arr_file_types
)))
 
{

    
echo
 
"false"
;

    
return
;

}

 

if
 
(
!
file_exists
(
'uploads'
))
 
{

    
mkdir
(
'uploads'
,
 
0777
);

}

 

move_uploaded_file
(
$_FILES
[
'file'
][
'tmp_name'
],
 
'uploads/'
 
.
 
time
()
 
.
 
'_'
 
.
 
$_FILES
[
'file'
][
'name'
]);

 

echo
 
"File uploaded successfully."
;

```